# 黄斯虹
黄斯虹 (Sze Hung Wong)（1929年10月11日-2017年5月5日），曾用名：黄伯铿。 广东台山人。二十世纪八十年代活跃香港和海外的中国近现代油画家，国画家 和 国际标准交谊舞舞蹈家。90年代后因身体健康状况淡出艺术社交圈
黄斯虹1949年就读於广州市立艺术专科学校，得国画大师高剑父，西画大师王道源的艺术指导与影响
他在西洋油画方面擅长写实肖像人物、风景。他的油画作品《珠江河畔的早晨》曾在北京展览并在全国美展中获奖。《印尼归侨妇人》在广东省美术展览获奖，《广州市中央公园》在广卅市美展获奖。
黄斯虹在舞蹈音乐方面也很有天赋，长於探戈和拉丁舞蹈，於一九八O年代表香港首次参加在澳大利亚帕斯举行的世界职业标准交谊舞蹈赛冠军赛 World Ballroom Dance Champions （页面存档备份，存于） 。